# Miss International Queen Vietnam
Miss International Queen Vietnam (en vietnamita: Đại sứ Hoàn Mỹ) es un concurso de belleza celebrado en Vietnam para mujeres trans. La ganadora representará a Vietnam en Miss International Queen. La actual Miss International Queen de Vietnam es Nguyễn Tường San, de Hải Dương.

## Historia
En la noche del 30 de marzo de 2018, Nguyễn Hương Giang realizó una fiesta para agradecer a todos por su apoyo durante su participación en el concurso Miss International Queen 2018. En consecuencia, después del proceso de negociación y trabajo, se convirtió en propietaria de los derechos de autor de Miss Tiffany's Universe en Vietnam y en directora nacional del concurso Miss International Queen Vietnam. El concurso se realizó con el objetivo de encontrar a la representante de Vietnam en el certamen Miss International Queen.
La primera temporada llamada Perfect Conquest - The Tiffany Vietnam, se transmitió como un programa de telerrealidad, en el canal VIVA Show, de la plataforma YouTube, desde el 14 de diciembre de 2018, hasta el 11 de enero de 2019, se llevó a cabo de noche, la final con la victoria de Do Nhat Ha, de Ciudad Ho Chi Minh.
Dos años después, el programa se llevó a cabo por segunda temporada a una mayor escala, con un equipo de entrenadores experimentados que incluyó a Nguyễn Minh Tú (Top 10 Miss Supranational 2018), Hoàng Thùy (Top 20 Miss Universe 2019), Nguyễn Hà Kiều Loan (Top  10 Miss Grand International 2019) y el juez Võ Hoàng Yến. La final tuvo lugar el 16 de enero de 2021. La posición más alta la ocupó Phùng Trương Trân Đài de California, Estados Unidos.
El espectáculo final de Miss International Queen Vietnam 2023 se llevó a cabo el 8 de abril de 2023 y la ganadora fue Nguyễn Hà Dịu Thảo de Hải Dương, ella representó a Vietnam y compitió en Miss International Queen en junio de 2023.